# Vémars
Vémars ist eine französische Gemeinde mit 2986 Einwohnern (Stand 1. Januar 2022) im Département Val-d’Oise der Region Île-de-France, etwa 36 Kilometer nordöstlich von Paris; sie gehört zum Arrondissement Sarcelles und zum Kanton Goussainville. Vémars ist die östlichste Gemeinde des Départements Val-d’Oise.
Nachbargemeinden von Vémars sind Saint-Witz, Plailly, Moussy-le-Neuf, Mauregard, Épiais-lès-Louvres, Chennevières-lès-Louvres und Villeron.

## Bevölkerungsentwicklung
| Jahr      | 1962 | 1968 | 1975 | 1982 | 1990 | 1999 | 2007 |
| Einwohner | 551  | 553  | 844  | 842  | 2099 | 2058 | 2030 |

## Sehenswürdigkeiten
- Kirche Saint-Pierre-et-Saint-Paul (16. Jahrhundert)
- Schloss La Motte, heute das Bürgermeisteramt (Mairie)
- Château des Carneaux

## Persönlichkeiten
- François Mauriac (1885–1970), Schriftsteller, wohnte im Schloss La Motte